# ソーン・アルコ
オマトソーン "ソーン"・アルコ（Omatsone "Sone" Aluko, 1989年2月19日 - ）は、イングランド・ハウンズロー出身の元サッカー選手。姉のエニオラ・アルコは、イングランド女子代表でプレーしている。
アルコは、バーミンガム・シティFCでキャリアを始めたがトップチームで出番はなく、2007-08シーズンにローンでアバディーンFCに加入し、2008-09シーズン初めにブラックプールFCへ貸し出された。ブラックプールで1試合のみ出場した後、2008年8月にアバディーンFCへ完全移籍した。2011年7月、契約満了に伴いアバディーンFCを去り、同年11月にレンジャーズFCと契約し、2011-12シーズンに21試合12得点を記録。
イングランドで生まれたアルコは、ナイジェリア代表でプレーする前にU-19イングランド代表までの各カテゴリーでプレーしていた。

## 経歴

### クラブ

#### バーミンガム・シティ
アルコはロンドンに生まれ、幼少期をバーミンガムで過ごした。8歳の頃にバーミンガム・シティFCの下部組織に入団すると各カテゴリーを昇格していき、FAプレミアリーグ2005-2006にトップチームで背番号を与えられ、2005年8月、ハイベリーで行われるプレミアリーグのアーセナルFC戦に出場することはなかったがベンチ入りをした。2007年8月、フットボールリーグカップのヘレフォード・ユナイテッドFC戦で交代出場の形でトップチームデビューを果たした。

#### アバディーン

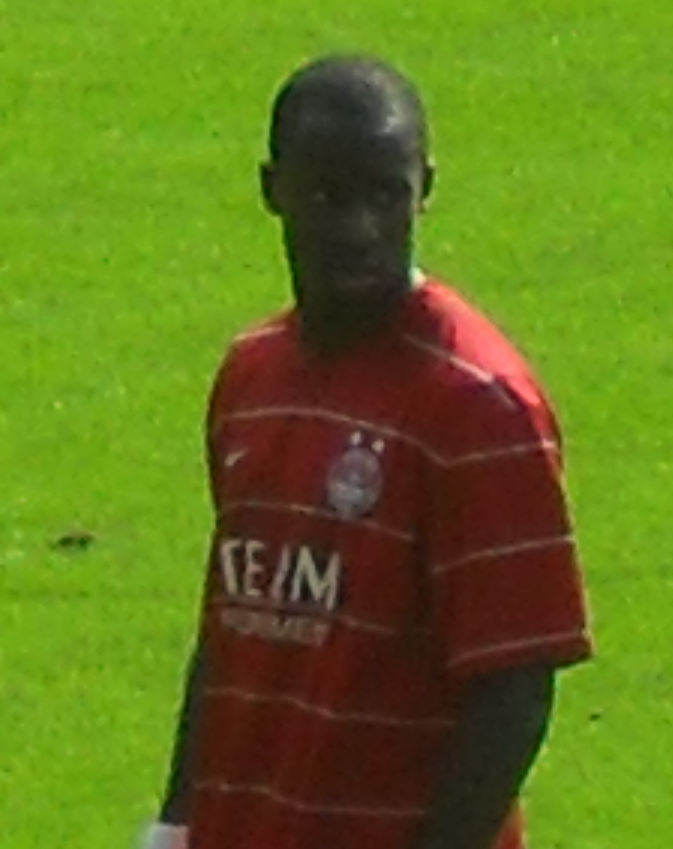
アバディーンでのアルコ

2007年8月、2008年1月までの期限でスコットランドのアバディーンFCへ貸し出された。2007年10月25日、UEFAカップ 2007-08グループリーグのパナシナイコスFC戦で後半から交代出場の形でデビュー。翌週のダンディー・ユナイテッドFC戦で移籍後初得点となる先制点を挙げ、2-0で勝利した。その後、ローン期間はシーズン終了まで延長され、2008年2月のUEFAカップベスト32のバイエルン・ミュンヘン戦で2-2の引き分けに持ち込む得点を挙げたこと等から、マン・オブ・ザ・マッチに選出された。
2008年8月8日にブラックプールFCへ緊急融資で貸し出され、翌日のホームでブリストル・シティFCに0-1と敗れた試合で交代出場の形でデビューした。
移籍期限の2008年9月1日、移籍金5万ポンドの3年契約でアバディーンFCに完全移籍した。9月13日、ホームで1-2と敗れたハミルトン・アカデミカルFC戦で復帰後初出場し、11月1日のキルマーノックFC戦で初得点にして唯一の得点を挙げ、シーズン開幕してからホームで初勝利に貢献するなど活躍を見せたことから同月の月間最優秀選手に選出された。2009年9月、マーク・マギー監督の願いに反して2009 FIFA U-20ワールドカップでプレーするつもりでいることから、アルコのアバディーンでの将来が危うくなっているとタブロイド紙が報じられ、11月に契約が終了したことでチームから去って行った。

#### レンジャーズ
アバディーンを退団後は、ユヴェントスFCとレンジャーズFCのトライアルに参加した。アルコに関心したレンジャーズは、契約を申し出たがアバディーン側との補償の問題から移籍には幾分か時間がかかり、最終的に2011年11月24日にシーズン終了までの契約で移籍した。12月3日、ダンファームリン・アスレティックFC戦でダイブしたとして2試合の出場停止処分が下された。この決定に対し、チームのアリー・マッコイスト監督は審判やスコットランドサッカー協会を非難した。2012年3月25日、3-2で勝利したセルティックFCとのオールドファームで先制点を挙げ、2011-12シーズン最終節のセント・ジョンストンFC戦でハットトリックを達成し、4-0で勝利した。

#### ハル・シティ
2012年7月25日、ハル・シティAFCと2年契約を結んだ。8月18日にホームKCスタジアムでのブライトン・アンド・ホーヴ・アルビオンFC戦でデビューし、9月1日のホームでのボルトン・ワンダラーズFC戦で初得点を挙げた。

#### フラム
2016年7月8日、フラムFCにフリーで加入、2年契約（1年の延長オプション付き）を結んだ。8月13日のプレストン・ノースエンドFC戦で加入後初ゴールを決めた。

#### レディング
2017年8月29日、推定移籍金750万ポンドでレディングFCに移籍。2019年2月26日、中国スーパーリーグの北京人和足球倶楽部に1シーズン期限付き移籍することが発表された。

#### イプスウィッチ
2021年8月6日、イプスウィッチ・タウンFCに移籍した。
2024年5月6日、現役引退を表明した。

### 代表

#### イングランドのユース
アルコは、U-16, U17, U-18とイングランド代表ユースの各カテゴリーでプレーし、2007年9月11日のU-19ベラルーシ戦でU-19代表デビューをし、4-0で勝利した内の2得点に絡む活躍を見せた。UEFA U-19欧州選手権2008に出場する暫定23人まで残ったものの、最終メンバー18人の枠からは落選した。

#### ナイジェリア
2009年5月29日、アイルランドとの親善試合にナイジェリア代表から招集されると、家族の支援を受け招集に応じ、この試合に先発出場し、40ヤードからフリーキックを放つなど61分までプレーした。
2010年4月、2010 FIFAワールドカップへ向けた暫定メンバーに選出されたが、最終メンバーには残れなかったものの、アシスタントのスティーブン・ケシからバックアップメンバーに選ばれた。アフリカネイションズカップ2013の暫定メンバーに選出されたが、負傷のため辞退を余儀なくされた。
2014年11月19日のアフリカネイションズカップ2015予選、南アフリカ戦で代表初得点を含む2ゴールを挙げた。

## 所属クラブ
- バーミンガム・シティFC 2007-2008

→ アバディーンFC (loan) 2007-2008
→ ブラックプールFC (loan) 2008
- アバディーンFC 2008-2011
- レンジャーズFC 2011-2012
- ハル・シティAFC 2012-2016
- フラムFC 2016-2017
- レディングFC 2017-2021

→ 北京人和足球倶楽部 (loan) 2019
- イプスウィッチ・タウンFC 2021-2024

## 個人成績
| クラブ               | シーズン | リーグ             | リーグ | リーグ | カップ | カップ | リーグカップ | リーグカップ | 国際大会 | 国際大会 | 合計 | 合計 |
| クラブ               | シーズン | リーグ             | 出場   | 得点   | 出場   | 得点   | 出場         | 得点         | 出場     | 得点     | 出場 | 得点 |
| -------------------- | -------- | ------------------ | ------ | ------ | ------ | ------ | ------------ | ------------ | -------- | -------- | ---- | ---- |
| バーミンガム・シティ | 2007-08  | プレミアリーグ     | 0      | 0      | 0      | 0      | 1            | 0            | —        | —        | 1    | 0    |
| アバディーン         | 2007-08  | SPL                | 20     | 3      | 4      | 0      | 2            | 0            | 5        | 1        | 31   | 4    |
| アバディーン         | 2008-09  | SPL                | 32     | 2      | 4      | 2      | 1            | 0            | —        | —        | 37   | 4    |
| アバディーン         | 2009-10  | SPL                | 22     | 3      | 2      | 0      | 0            | 0            | 2        | 0        | 26   | 3    |
| アバディーン         | 2010-11  | SPL                | 28     | 2      | 4      | 0      | 1            | 0            | —        | —        | 33   | 2    |
| ブラックプール       | 2008-09  | チャンピオンシップ | 1      | 0      | 0      | 0      | 1            | 0            | —        | —        | 2    | 0    |
| レンジャーズ         | 2011-12  | SPL                | 21     | 12     | 2      | 0      | 0            | 0            | 0        | 0        | 23   | 12   |
| ハル・シティ         | 2012-13  | チャンピオンシップ | 23     | 8      | 0      | 0      | 1            | 0            | —        | —        | 24   | 8    |
| ハル・シティ         | 2013-14  | プレミアリーグ     | 17     | 1      | 5      | 0      | 0            | 0            | —        | —        | 22   | 1    |
| ハル・シティ         | 2014-15  | プレミアリーグ     | 25     | 1      | 1      | 0      | 1            | 0            | 4        | 1        | 31   | 2    |
| ハル・シティ         | 2015-16  | チャンピオンシップ | 25     | 3      | 4      | 0      | 2            | 0            | —        | —        | 31   | 3    |